# Новая Криворудка
Новая Криворудка (укр. Нова Криворудка) — село в Красиловском районе Хмельницкой области Украины.
Население по переписи 2001 года составляло 110 человек. Почтовый индекс — 31011. Телефонный код — 3855. Занимает площадь 0,567 км². Код КОАТУУ — 6822785103.

## Местный совет
31011, Хмельницкая обл., Красиловский р-н, с. Криворудка, ул. Центральная, 33